# Marina Yatsún
Marina Yúrievna Yatsún –en ruso, Марина Юрьевна Яцун– (21 de abril de 1982) es una deportista rusa que compitió en piragüismo en la modalidad de aguas tranquilas. Ganó una medalla de bronce en el Campeonato Europeo de Piragüismo de 2002, en la prueba de K4 200 m.

## Palmarés internacional
| Campeonato Europeo | Campeonato Europeo | Campeonato Europeo | Campeonato Europeo |
| Año                | Lugar              | Medalla            | Competición        |
| ------------------ | ------------------ | ------------------ | ------------------ |
| 2002               | Szeged (Hungría)   | Medalla de bronce  | K4 200 m           |